# Sunan International Airport
Sunan International Airport (Koreaans: 평양 국제비행장, P'yŏngyang Kukche Pihaengchang) (IATA: FNJ, ICAO: ZKPY) is de luchthaven van de Noord-Koreaanse hoofdstad Pyongyang. Het vliegveld ligt op 24 km van het stadscentrum.
Sunan heeft twee startbanen, de langste baan (01-19) is de baan die het meest gebruikt wordt voor internationale vluchten. De kortere baan (17-35) is de baan die wordt gebruikt door de Noord-Koreaanse luchtmacht en voor binnenlandse vluchten. De luchthaven is elke dag geopend tussen 06:00 en 22:00 uur in de zomer en tussen 07:00 en 21:00 uur in de winter.
De luchthaven is de thuisbasis van de Noord-Koreaanse staatsluchtvaartmaatschappij Air Koryo. Naast Air Koryo voert ook Air China reguliere vluchten naar de luchthaven uit.

## Luchthavenfaciliteiten
De luchthaven beschikt over parkeergelegenheid, belastingvrije winkel, passagierslounge, taxistandplaats, bank en souvenirwinkeltjes. Daarnaast is er een bagagestalling, geopend van 8:00 tot 21:00 uur, waar bagage voor 1500 Koreaanse won (ongeveer 1,20 euro) kan worden gestald.
Het luchthavenrestaurant, bar en de bank zijn geopend van 9:00 tot 18:00 uur.

## Galerij

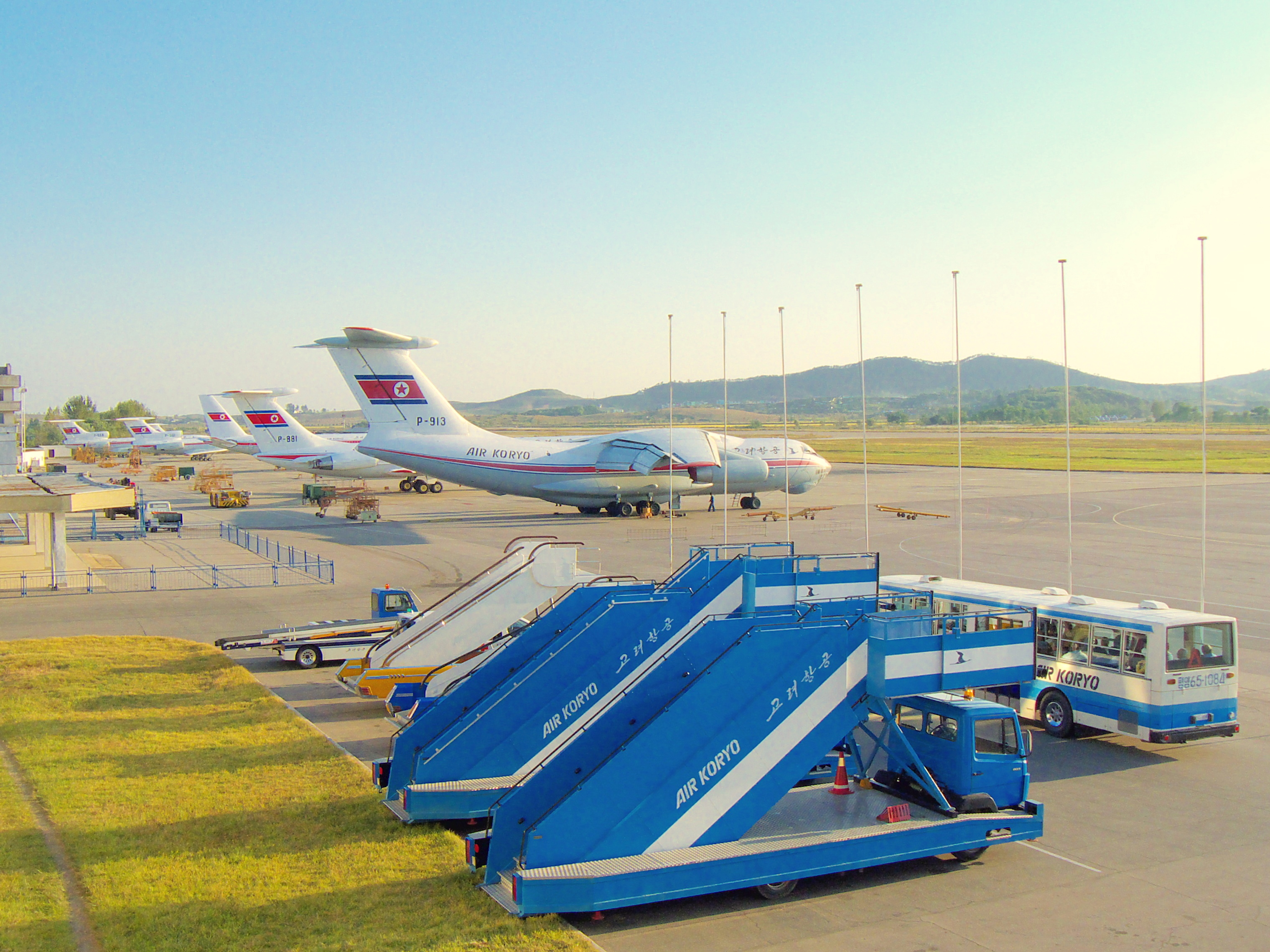
Verschillende vliegtuigen op het vliegveld
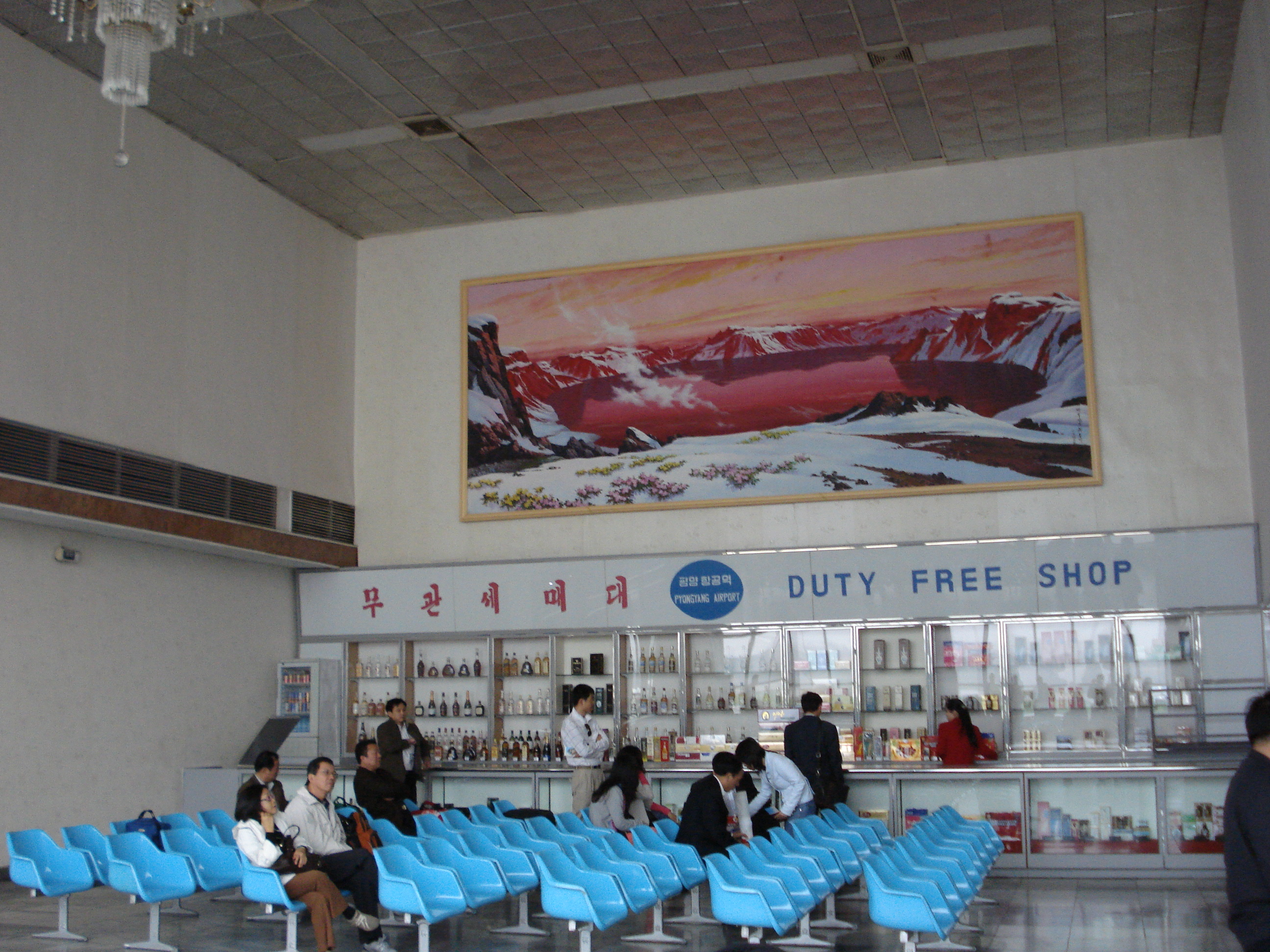
Vertrekhal